# Хевисайд (лунный кратер)
Кратер Хевисайд (лат. Heaviside ), не путать с кратером Хевисайд на Марсе, — большой ударный кратер в экваториальной области обратной стороны Луны. Название присвоено в английского инженера, математика и физика Оливера Хевисайда (1850—1925); утверждено Международным астрономическим союзом в 1970 г. Образование кратера относится к донектарскому периоду.

## Описание кратера

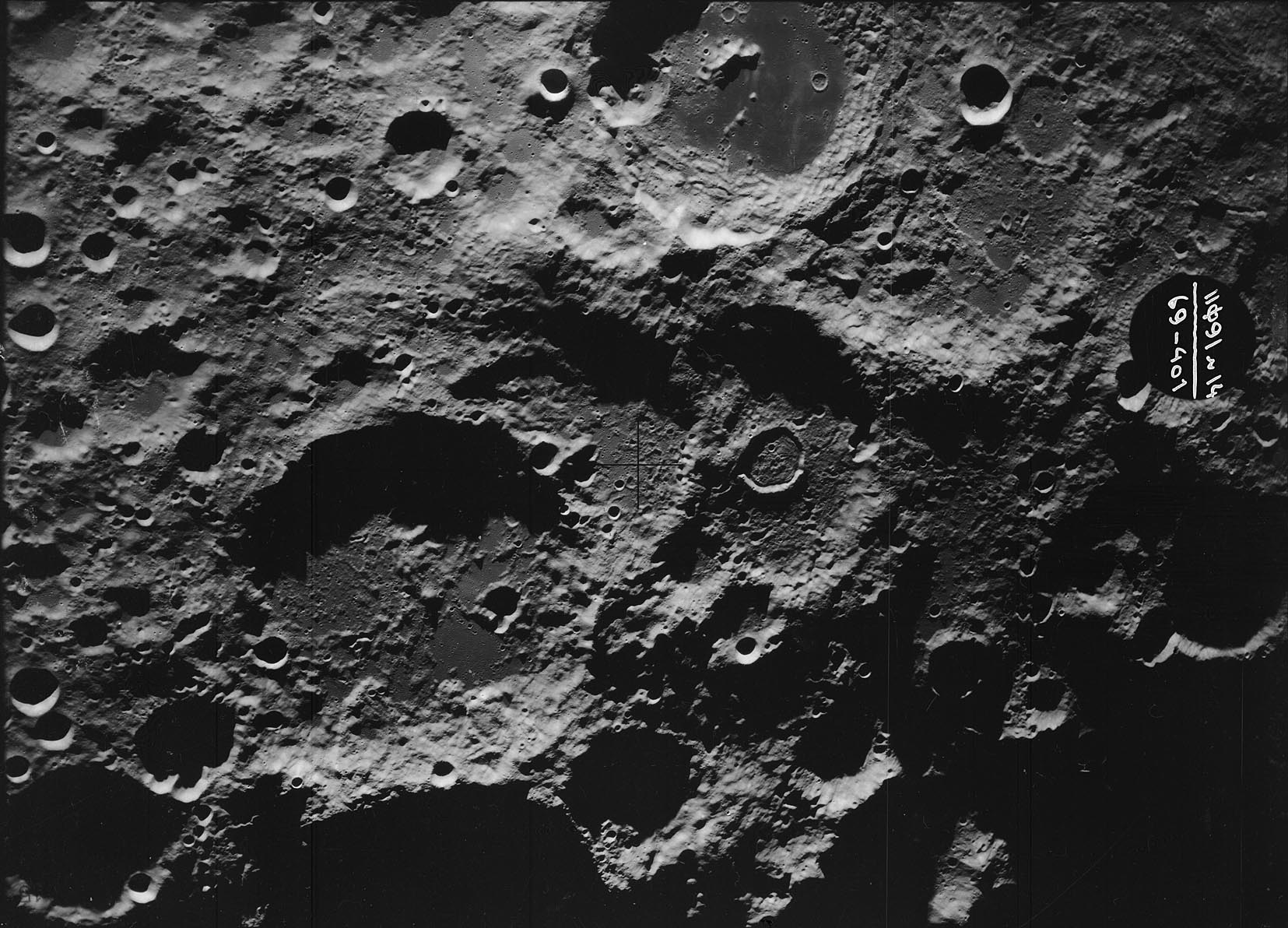
Окрестности кратера Хевисайд. Снимок космического аппарата Зонд-8 (север справа).

К западной части вала кратера Хевисайд примыкает практически равный по размеру кратер Килер, в западной части которого, в свою очередь, расположен кратер Планте. Другими ближайшими соседями кратера являются кратер Страттон на севере-северо-западе; кратер Эйткен на юго-востоке и кратер Цвикки на юге. Селенографические координаты центра кратера 10°26′ ю. ш. 166°46′ в. д. / 10,44° ю. ш. 166,77° в. д., диаметр 164,5 км, глубина 3 км.
Кратер Хевисайд имеет полигональную форму и  значительно разрушен. Северная и южная части вала сглажены, западная часть вала изменена при образовании более молодого кратера Килер, сравнительно хорошо сохранилась восточная часть вала. Дно чаши пересеченное, за исключением обширных областей затопленных лавой в юго-западной части, западная часть чаши покрыта породами выброшенными при образовании кратера Килер. В чаше расположено несколько приметных небольших кратеров, в том числе сателлитные кратер Хевисайд N, E и Z. В центре чаши расположен округлый одиночный пик, на востоке от него находится несколько параллельных хребтов.

## Сателлитные кратеры
| Хевисайд | Координаты                                              | Диаметр, км |
| -------- | ------------------------------------------------------- | ----------- |
| B        | 5°27′ ю. ш. 169°22′ в. д. / 5,45° ю. ш. 169,37° в. д.   | 21,1        |
| C        | 5°41′ ю. ш. 171°07′ в. д. / 5,69° ю. ш. 171,12° в. д.   | 26,6        |
| D        | 6°36′ ю. ш. 171°44′ в. д. / 6,6° ю. ш. 171,73° в. д.    | 17,8        |
| E        | 10°08′ ю. ш. 169°12′ в. д. / 10,13° ю. ш. 169,2° в. д.  | 10,4        |
| F        | 10°47′ ю. ш. 172°37′ в. д. / 10,79° ю. ш. 172,61° в. д. | 13,5        |
| K        | 12°55′ ю. ш. 168°30′ в. д. / 12,91° ю. ш. 168,5° в. д.  | 124,9       |
| N        | 11°47′ ю. ш. 166°34′ в. д. / 11,78° ю. ш. 166,56° в. д. | 16,4        |
| Z        | 8°37′ ю. ш. 166°43′ в. д. / 8,62° ю. ш. 166,72° в. д.   | 13,1        |

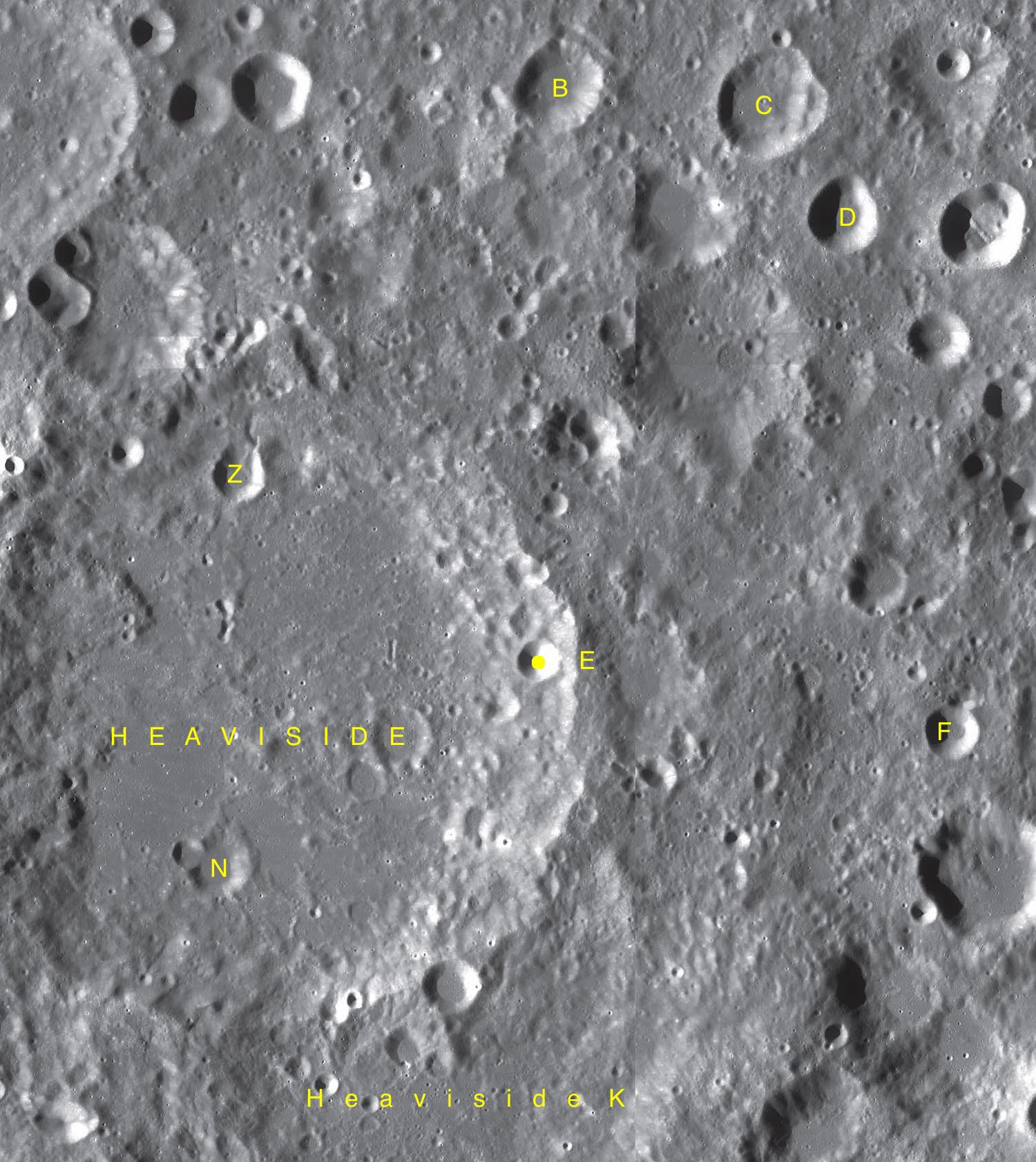
Фрагменты карт LAC-85, LAC-86.

- Образование сателлитного кратера Хевисайд K относится к донектарскому периоду[1].